# Ramiro Moschen Benetti
Ramiro Moschen Benetti (Gramado, 22 mei 1993) is een Braziliaans voetballer die doorgaans als defensieve middenvelder speelt. Hij verruilde EC Juventude in 2013 voor Grêmio.

## Clubcarrière
Ramiro begon met voetballen bij Juventude. Hij debuteerde voor Juventude op 13 februari 2011 tegen Lajeadense. Eén maand later scoorde hij zijn eerste profdoelpunt tegen Grêmio FBPA. In december 2011 werd hij getransfereerd naar Grêmio. Op 20 januari 2013 debuteerde hij voor Grêmio tegen Esportivo. Op 1 juni 2013 debuteerde hij in de Braziliaanse Série A als invaller tegen Santos. In het voetbalseizoen 2013 kwam hij tot 27 optredens voor de club uit Porto Alegre. Daarin liet hij eenmaal de netten trillen. De club eindigde op een tweede plaats.
1 Grohe ·
2 Léo Moura ·
3 Geromel ·
4 Kannemann ·
5 Michel ·
6 Leonardo Gomes ·
7 Luan ·
8 Maicon ·
9 Jael ·
10 Cícero ·
11 Éverton ·
12 Bruno Cortez ·
14 Lima ·
15 Vico ·
17 Ramiro ·
18 Maicosuel ·
19 Hernane ·
20 Léo ·
21 Mádson ·
22 Bressan ·
23 Alisson ·
25 Jailson ·
26 Marcelo Oliveira ·
27 Anderson ·
28 Paulo Miranda ·
29 Arthur ·
30 Bruno Grassi ·
31 Poletto ·
36 Matheus Henrique ·
48 Paulo Victor ·
54 Dionathã ·
Coach: Renato Gaúcho